# Atom: The Beginning
Atom: The Beginning ist eine japanische Mangaserie, die von Tetsuro Kasahara geschrieben und illustriert wurde und durch Beiträge von Makoto Tezuka und Masami Yuki unterstützt wurde. Die Serie ist ein Prequel zu Osamu Tezukas Werk Astro Boy, die die Ereignisse bis zur Geburt von Astro Boy darstellt. Zwischen dem 15. April bis zum 8. Juli 2017 wurde eine Adaption des Mangas als Anime-Fernsehserie ausgestrahlt.

## Handlung
Die zwei Genies Umatarō Tenma und Hiroshi Ochanomizu haben endlos viel Zeit damit verbracht, nach einem Roboter mit Gefühlen zu suchen und haben dabei den Roboter A106 erschaffen. Während Tenma allerdings dadurch seine Macht und Überlegenheit beweisen will, sieht Ochanomizu viel mehr einen Freund in A106. Gemeinsam mit A106 bestreiten die beiden ihren Alltag und ihre Arbeit am Campus und treten später in einem Roboter-Wettkampf an.

## Charaktere
- Umatarō Tenma (太郎 午 太郎 Tenma Umatarō): Tenma studiert zusammen mit Ochanomizu und Tsutsumi Robotik. Er ist besessen davon einen Roboter mit menschlichen Eigenschaften zu entwickeln und schließt sich daher mit Ochanomizu zusammen, da beide ein ähnliches Intelligenzniveau haben und dasselbe Ziel, wenn auch mit anderen Interessen, verfolgen. So zeigt er sich energisch und selbstsicher und setzt sein Bedürfnis nach Macht und Erfolg über die von A106.

- Hiroshi Ochanomizu (博士 茶 の 水 博士 Ochanomizu Hiroshi): Ochanomizu studiert zusammen mit Tenma Robotik und arbeitet zusammen mit ihm an A106, um einen menschenähnlichen Roboter zu erschaffen. Im Gegensatz zu Tenma zeigt er sich aber mitfühlender, emotionaler und mit weniger Selbstvertrauen. Ihm ist das Wohlergehen von A106 und seinen Mitmenschen wichtiger als sein eigener Erfolg.

- A106 / Six (シ シ ス Shikusu): A106 bzw. Six ist ein humanoider Roboter, der von Tenma und Ochanomizu entwickelt wird. Seine Künstliche Intelligenz ist begrenzt, aber seine emotionalen Fähigkeiten haben sich dafür rasant entwickelt. Er hat einige körperliche Kräfte, nutzt sie aber nur zur Selbstverteidigung. Er ist in der Lage Mitleid  zu empfinden und Autokommunikation zu führen.

- Moriya Tsutsumi (也 販 理 也 Tsutsumi Moriya): Er ist der Rivale von Tenma und Ochanomizus an der Universität. Er ist ein mysteriöses Wunderkind, das sogar seinen eigenen erweiterten Rollstuhl gebaut hat.

- Motoko Tsutsumi (斗子 浮 斗子 Tsutsumi Motoko): Sie studiert zusammen mit Tenma und Ochanomizu an derselben Fakultät und unterstützt sie bei ihren Forschungen. Sie ist Moriyas jüngere Schwester und zeigt sich meist modisch, aufgeschlossen und hilfsbereit.

- Ran Ochanomizu (お 茶 の 水 蘭 Ochanomizu Ran): Ran ist Hiroshis 14-jährige Schwester, die A106 besonders mag, da er sie beschützt hat. Sie ist manchmal ein seltsames und zurückhaltendes junges Mädchen, das nicht mit Leuten spricht, denen sie nicht traut.

- Hige Oyaji: Er ist ein Privatdetektiv, der Tenma und Ochanomizu anbietet, ihn bei seinen Untersuchungen gegen Geld zu helfen, damit sie dadurch ihre Forschungen finanzieren können. Später befreundet er sich mit den Studenten.

## Medien

### Manga
Kasaharas Mangaserie startete in dem vom Shogakukan am 1. Dezember 2014 veröffentlichten Manga-Magazin Monthly Hero. Makoto Tezuka und Masami Yuki sind für die redaktionelle Betreuung und das Konzeptdesign der Mangaserie verantwortlich und arbeiteten dafür mit Tezuka Productions zusammen. Die im Magazin erschienenen Kapitel wurden in bisher 21 Sammelbänden herausgegeben, wobei der erste Band am 5. Juni 2015 veröffentlicht wurde.

#### Bände
| Nr. | japanische Veröffentlichung | japanische ISBN        |
| --- | --------------------------- | ---------------------- |
| 1   | 5. Juni 2015                | ISBN 978-4-86-468417-0 |
| 2   | 4. Dezember 2015            | ISBN 978-4-86-468441-5 |
| 3   | 3. Juni 2016                | ISBN 978-4-86-468462-0 |
| 4   | 5. Dezember 2016            | ISBN 978-4-86-468482-8 |
| 5   | 5. April 2017               | ISBN 978-4-86-468495-8 |
| 6   | 5. Juni 2017                | ISBN 978-4-86-468503-0 |
| 7   | 5. Dezember 2017            | ISBN 978-4-86-468528-3 |
| 8   | 5. Juni 2018                | ISBN 978-4-86-468570-2 |
| 9   | 30. Dezember 2018           | ISBN 978-4-8646-8607-5 |
| 10  | 6. Juli 2019                | ISBN 978-4-8646-8656-3 |

### Anime
Eine Anime-Fernsehserie wurde in der Juli-Ausgabe 2016 von Shogakukans Monthly Hero's Magazine im Juni 2016 angekündigt. Die Produktion wurde von Katsuyuki Motohiro und Tatsuo Satō geleitet, mit der Musik von Jun'ichi Fujisaku und den Animationen von OLM Inc, Production I.G und Signal.MD. Takahiro Yoshimatsu entwarf die Charaktere und Noriyuki Asakura komponierte den Soundtrack der Serie. Shinobu Tsuneki, Yoshihiro Ishimoto und Shinichi Miyazaki sind für das mechanische Design verantwortlich. Die 12-Episoden-Serie wurde vom 15. April bis 8. Juli 2017 auf NHK G im japanischen Fernsehen ausgestrahlt. Der Anime wurde später auch auf Amazons Video-on-Demand-Dienst Amazon Prime Video ausgestrahlt. Sentai Filmworks hat die Serie für Heimvideos lizenziert und ausschließlich über den Anime Strike-Streaming-Service von Amazon gestreamt. Das Eröffnungs-Titellied mit dem Titel "Kaidoku Funō" (読 読., Lit. "Indecipherable") wird von der Band After the Rain aufgeführt, während das abschließende Titellied mit dem Titel "Hikari no Hajimari" (は の は ま ま, lit ま "Der Anfang des Lichts") von Yoshino Nanjō gesungen wird. In Deutschland wurde die Serie auf DVD und Blu-ray Disc in drei Volumes mit jeweils vier Folgen von Universum Film im Herbst 2018 veröffentlicht.

#### Episodenliste
| Folge | Erstausstrahlung | englischer Titel              | japanischer Titel                         | deutscher Titel                     |
| 1     | 15. April 2017   | Birth of the Mighty Atom      | Tetsuwan Kidou (鉄腕起動)                 | Die Geburt                          |
| 2     | 22. April 2017   | Bewusstsein                   | Bewusstsein (ベヴストザイン)              | Bewusstsein                         |
| 3     | 29. April 2017   | Pursuing the Respective Leads | Sorezore no Tsuiseki (それぞれの追跡)     | Jeder auf seinen Spuren             |
| 4     | 6. Mai 2017      | Welcome to Nerima U Festival  | Rentaisai e Youkoso (練大祭へようこそ)    | Willkommen beim Nerima Uni Fest!    |
| 5     | 13. Mai 2017     | Step on it! Maruhige Shipping | Gekisou Maruhige Unsou (激走マルヒゲ運送) | Die Spedition Maruhige gibt Vollgas |
| 6     | 20. Mai 2017     | Lab 7's Annihilation!         | 7 Ken Kaimetsusu! (7研壊滅す!)            | Labor 7 wird plattgemacht!          |
| 7     | 3. Juni 2017     | Ran and Princess Teru         | Ran to Teru-hime (蘭とTERU姫)             | Ran und die Prinzessin Teru         |
| 8     | 10. Juni 2017    | Robot Wrestling               | Robot Wrestling (ロボットレスリング)      | Robo-Wrestling                      |
| 9     | 17. Juni 2017    | Six Is Unfit to Fight         | Six Sentou Funou (シックス戦闘不能)       | Six ist kampfunfähig                |
| 10    | 24. Juni 2017    | Battle Royal                  | Battle Royal (バトルロイヤル)             | Das große Finale                    |
| 11    | 1. Juli 2017     | A Dialogue                    | Taiwa (対話)                              | Ein Dialog                          |
| 12    | 8. Juli 2017     | Beginning                     | Beginning (ビギニング)                    | Der Anfang von Allem                |

#### Synchronisation
Die deutsche Synchronisation übernahm die Firma Neue Tonfilm in München. Die Dialogregie und das Dialogbuch übernahm Tim Schwarzmaier.
| Rolle                  | Originalsprecher   | deutscher Sprecher     |
| ---------------------- | ------------------ | ---------------------- |
| A101                   | Yuka Maruyama      | Nina Kapust            |
| A106                   | Yuuki Inoue        | Felix Mayer            |
| Dr. Lolo               | Mitsuki Saiga      | Shanti Chakraborty     |
| Hiroshi Ochanomizu     | Takuma Terashima   | Daniel Schlauch        |
| Kensaku Ban / Maruhige | Nobuo Tobita       | Gerhard Jilka          |
| Moriya Tsutsumi        | Takahiro Sakurai   | Maximilian Laprell     |
| Motoko Tsutsumi        | Mikako Komatsu     | Katharina Schwarzmaier |
| Ran Ochanomizu         | Ayane Sakura       | Jana Tausendfreund     |
| Shunsaku Ban           | Kengo Kawanishi    | Maximilian Belle       |
| Umatarou Tenma         | Yûichi Nakamura    | Patrick Roche          |
| Auftraggeber           | Toshihiko Seki     | Gerd Meyer             |
| Chototsu Takeshi       | Satoshi Hino       | Karim El Kammouchi     |
| Ganji Agoiwa           | Shouta Yamamoto    | Mike Carl              |
| Haushälterin           | Sachiko Kojima     | Marion Hartmann        |
| Linda Ooishi           | Ayaka Shimizu      | Sabine Bohlmann        |
| Maria                  | Yoshino Nanjo      | Farina Brock           |
| Megumi Takanodai       | Yuu Ayase          | Kerstin Julia Dietrich |
| Oyamada                | Yasumichi Kushida  | Markus Pfeiffer        |
| Pförtner               | Kousuke Kobayashi  | Thomas Rauscher        |
| Rika Motokaji          | Aoi Koga           | Paulina Rümmelein      |
| Sakakibara             | Yoshihisa Kawahara | Leonard Hohm           |
| Saruka Nigassen        | Takuya Satou       | Benedikt Gutjan        |
| Sayaka Agano           | Hikari Ootomo      | Patricia Strasburger   |
| Shizuku Akiba          | Aimi Tanaka        | Patricia Faltin        |
| Urara Suidoubashi      | Riho Sugiyama      | Alana Zaremba          |